# Рупец, Рудольф
Рудо́льф Ру́пец (хорв. Rudolf Rupec; 17 сентября 1895, Грубишно-Поле, Королевство Хорватия и Славония, Австро-Венгрия — 1 июля 1983, Загреб, СФРЮ) — австрийский и югославский хорватский футболист, игравший на позиции полузащитника, затем тренер. Участник Олимпийских игр 1920 и 1924 годов.

## Карьера

### Клубная
В 1911 году вместе с родителями переехал в Вену, где и начал заниматься футболом в юношеской команде «Рапида». В основном составе дебютировал уже в 1913 году, причём, в том матче забил и свой первый и единственный гол в карьере. Всего за «Рапид» провёл 70 матчей, из которых 2 в Кубке, забил 1 гол и стал, вместе с командой, четырежды чемпионом Австрии, дважды вице-чемпионом, один раз третьим призёром и один раз обладателем Кубка страны. В 1920 году перешёл в загребский клуб «Граджянски», в составе которого выступал вплоть до завершения карьеры игрока в 1928 году, став за это время, в составе команды, дважды чемпионом и один раз вице-чемпионом Югославии (Королевства СХС). Помимо этого, выступал за сборную Загреба.

### В сборной
В составе главной национальной сборной Австрии дебютировал в 1917 году в товарищеском матче со сборной Венгрии, завершившемся вничью 1:1. Потом, в течение полутора лет, сыграл ещё в 9 матчах команды, однако, затем потерял место в составе и перестал приглашаться в сборную.
В составе главной национальной сборной Королевства СХС дебютировал 28 августа 1920 года в матче против сборной Чехословакии на Олимпиаде 1920 года, уже на 13-й минуте матча получил травму, из-за чего вынужден был покинуть поле, в результате чего его команда осталась в меньшинстве, а последний матч сыграл 26 мая 1924 года против сборной Уругвая на Олимпиаде 1924 года, оба матча его команда проиграла со счётом 0:7. Всего провёл за главную сборную Югославии (Королевства СХС) 9 матчей.
На международном уровне в сумме сыграл 19 встреч.

### Тренерская
После завершения карьеры игрока работал тренером, в частности, возглавлял загребский клуб ХАШК, который привёл в 1938 году к титулу чемпиона Югославии, ставшему третьим для Рупеца и единственным в истории клуба ХАШК.

## Достижения

### Командные
Чемпион Австрии: (4)
- 1915/16, 1916/17, 1918/19, 1919/20

Вице-чемпион Австрии: (2)
- 1913/14, 1917/18

3-й призёр чемпионата Австрии: (1)
- 1914/15

Чемпион Королевства СХС: (2)
- 1923, 1926

Вице-чемпион Королевства СХС: (1)
- 1925

Обладатель Кубка Австрии: (1)
- 1918/19

### Тренерские
Чемпион Югославии: (1)
- 1937/38

## Награды
- Почётный гражданин Грубишно-Полье.[4]